# 李建红
李建红（1956年5月—），江苏省常熟市人，高级经济师、企业家，武汉理工大学本科毕业，获得英国东伦敦大学工商管理硕士、吉林大学经济管理硕士。曾任招商局集团有限公司总裁（2010年-2014年）、董事长（2014年7月-2020年7月）、招商局国际有限公司董事会主席。2014年7月，李建红当选招商银行第九届董事会董事长。2018年1月，当选第十三届全国政协委员。